# Adelphobates galactonotus
Adelphobates galactonotus is een kikker uit de familie pijlgifkikkers (Dendrobatidae). De soort werd voor het eerst wetenschappelijk beschreven door Franz Steindachner in 1864. De soort behoorde lange tijd tot het geslacht Dendrobates.

## Uiterlijke kenmerken
Dit kleine kikkertje bereikt een lengte van 3 tot 4 centimeter, mannetjes blijven wat slanker dan vrouwtjes. De kleuren zijn kenmerkend maar variatie is er ook, en in extreme gevallen is de soort te verwarren met andere pijlgifkikkers. Meestal is de bovenzijde van de rug en achterpoten geel tot oranje of soms roodoranje gekleurd, de rest van het lichaam is zwart. Sommige exemplaren hebben een nagenoeg geel tot oranje lichaam waarbij de zwarte kleur vrijwel ontbreekt. Een variatie is zelfs volledig wit. Deze kleuren en variaties hangen samen met het verspreidingsgebied, waardoor aan de kleuren van de kikker ongeveer valt af te lezen waar deze vandaan komt.

## Algemeen
Adelphobates galactonotus leeft op de bodem in de tropische regenwouden van Brazilië in de staten Maranhão, Pará en Tocantins. De habitat bestaat uit de strooisellaag, met hier en daar een plasje water voor de afzet van de eitjes. De dagtemperatuur is ongeveer 24 tot 27 graden en de luchtvochtigheid is altijd hoger dan 80%. Ondanks zijn kleine gestalte kan de kikker 10 jaar oud worden, na ruim een jaar is een net gemetamorfoseerd kikkertje volwassen.
Door zijn felle kleuren die vijanden waarschuwen voor de extreme giftigheid, heeft de kikker geen natuurlijke vijanden meer en is absoluut niet schuw. Hierdoor is de soort populair in de dierenhandel. De habitat van Adelphobates galactonotus wordt echter bedreigd door de houtkap, en de soort staat op de IUCN-lijst van bedreigde diersoorten, wel als "veilig".